# Pine Lake
Pine Lake és una població dels Estats Units a l'estat de Geòrgia. Segons el cens del 2000 tenia 621 habitants.

## Demografia
Segons el cens del 2000, Pine Lake tenia 621 habitants, 321 habitatges, i 139 famílies. La densitat de població era de 1.261,9 habitants/km².
Dels 321 habitatges en un 18,4% hi vivien nens de menys de 18 anys, en un 26,5% hi vivien parelles casades, en un 12,8% dones solteres, i en un 56,4% no eren unitats familiars. En el 39,9% dels habitatges hi vivien persones soles el 2,8% de les quals corresponia a persones de 65 anys o més que vivien soles. El nombre mitjà de persones vivint en cada habitatge era d'1,93 i el nombre mitjà de persones que vivien en cada família era de 2,58.
Per edats la població es repartia de la següent manera: un 15,6% tenia menys de 18 anys, un 6,9% entre 18 i 24, un 43,2% entre 25 i 44, un 27,2% de 45 a 60 i un 7,1% 65 anys o més.
L'edat mediana era de 38 anys. Per cada 100 dones de 18 o més anys hi havia 81,9 homes.
La renda mediana per habitatge era de 41.029 $ i la renda mediana per família de 35.313 $. Els homes tenien una renda mediana de 31.250 $ mentre que les dones 28.295 $. La renda per capita de la població era de 21.529 $. Entorn de l'11,4% de les famílies i el 15,5% de la població estaven per davall del llindar de pobresa.

## Poblacions més properes
El següent diagrama mostra les poblacions més properes.